# کاتابولیسم
کاتابولیسم (به انگلیسی: Catabolism) یا فروگشت یک فرایند گرمازای درون سلولی است که طی آن مولکول‌های پیچیده به مولکول‌های ساده‌تر تجزیه می‌شوند. فروگشت و فراگشت دو رکن سوخت‌وساز هستند.